# Donald Justice
Donald Rodney Justice (Miami, 12 agosto 1925 – Iowa City, 6 agosto 2004) è stato un poeta e librettista statunitense.

## Biografia
Donald Justice nacque e crebbe in Florida. Ottenne la laurea triennale all'Università di Miami nel 1945 e la magistrale all'Università della Carolina del Nord nel 1947. Successivamente proseguì gli studi all'Università di Stanford e conseguì un dottorato di ricerca presso l'Università dell'Iowa nel 1954. Nel corso della sua vita, Justice insegnò in diversi atenei statunitensi, tra cui la Syracuse University, l'Universitò della California, l'Università di Princeton, l'Università della Virginia e l'Università della Florida. Nel suo ruolo di docente universitario, Justice formò generazioni di poeti americani e tra i suoi studenti si annoverarono Mark Strand, Rita Dove, James Tate, Jorie Graham, William Stafford e il romanziere John Irving.
Donald Justice pubblicò tredici raccolte di poesie. La sua prima opera, The Summer Anniversaries vinse il Lamont Poetry Prize nel 1961, mentre nel 1980 vinse il Premio Pulitzer per la poesia per Selected Poems. Nel 1991 vinse il Premio Bollingen per la poesia, mentre cinque anni più tardi fu insignito del Lannan Literary Award. Oltre ad aver ricevuto le fellowship della Guggenheim Foundation e della Rockefeller Foundation, Justic fu membro dell'American Academy of Arts and Letters ed ottenne quattro candidature al National Book Award per la poesia nel 1961, nel 1974, nel 1995 e nel 2004.
Malato da tempo di Parkinson, poche settimane prima della sua morte Justice ebbe un infarto e nell'agosto del 2004 si spense a causa di una polmonite all'età di 78 anni.

## Opere
- The Old Bachelor and Other Poems, 1951.
- The Summer Anniversaries, 1960
- A Local Storm,1963)
- Night Light, 1967
- Sixteen Poems, 1970
- From a Notebook, 1971
- Departures, 1973
- Selected Poems, 1979
- Tremayne, 1984
- The Sunset Maker, 1987
- A Donald Justice Reader, 1991
- New and Selected Poems, 1995
- Orpheus Hesitated beside the Black River: Poems, 1952-1997, 1998.
- Collected Poems, 2004